# Уйлаки-Рейтё, Ильдико
Ильдико Шагине-Уйлаки-Рейтё (венг. Sagine-Újlaky-Rejtő Ildikó; род. 11 мая 1937, Будапешт) — венгерская фехтовальщица на рапирах, двукратная чемпионка летних Олимпийских игр 1964 года, пятикратная чемпионка мира. Считается одной из величайших фехтовальщиц в истории.

## Биография
Ильдико Рейтё родилась в 1937 году в еврейской семье. Ильдико была глухой с рождения. Она начала заниматься фехтованием в 15-летнем возрасте. Фехтовальщица получала инструкции от тренеров в письменном виде. В 1958 году Рейтё стала чемпионкой Венгрии и выступила на чемпионате мира по фехтованию в Филадельфии, где завоевала бронзовую медаль, уступив представительницам СССР Валентине Растворовой и Эмме Ефимовой.
За свою карьеру Уйлаки-Рейтё завоевала семь олимпийских медалей, в том числе победы на летних Олимпийских игр 1964 года в командной и индивидуальной рапире. На летних Олимпийских играх 1968 года Уйлаки-Рейтё заняла второе место в командной рапире в составе сборной Венгрии и завоевала бронзовую медаль в индивидуальной рапире, уступив Елене Беловой и Марие дель Пилар Рольдан Тапие. На летних Олимпийских играх 1972 и 1976 годов венгерки занимали второе и третье места.
Уйлаки-Рейтё была пятикратной чемпионкой мира по фехтованию, в том числе четырежды в командной рапире в составе сборной Венгрии и чемпионкой 1963 года в индивидуальной рапире. В 1999 году Шагине-Уйлаки-Рейтё победила на чемпионате мира по фехтованию среди ветеранов (старше 60 лет).
В 1963 и 1964 годах Рейтё была удостоена титула Спортсменки года Венгрии. Она была включена в Международный еврейский спортивный зал славы.